# 27978 Любослюка
27978 Любослюка (27978 Lubosluka) — астероїд головного поясу, відкритий 29 жовтня 1997 року.
Тіссеранів параметр щодо Юпітера — 3,387.